# ドコモ・エーオーエル
株式会社ドコモ・エーオーエル（DoCoMo AOL）は、かつて営業していたインターネットプロバイダーなどを主業務としていた企業。

## 経緯
- 2001年2月1日設立 - NTTドコモがAOLジャパンに資本参加と筆頭株主化に伴って社名変更   [1]。
- 2003年12月17日 - NTTドコモなどは全株式をAmerica Online,Inc.へ譲渡して、AOLジャパンと商号変更。
- 2004年7月1日 - インターネットプロバイダー事業をイー・アクセスへ譲渡。これ以後はイー・アクセスがAOLブランドでISP事業を運営。

## かつての役員
- 中村稔[2]（元代表取締役社長）
- 山川隆[3]（元社長兼CEO）
- ほか不明

## 参照
1. ↑  ASCII24：AOLジャパン、“株式会社ドコモ エーオーエル”に社名変更──新AOLクライアントも発表
2. ↑  中村　稔
3. ↑  山川　隆